# Acanthoscurria musculosa
Acanthoscurria musculosa is een spinnensoort uit de familie van de vogelspinnen (Theraphosidae). De wetenschappelijke naam van de soort werd voor het eerst geldig gepubliceerd in 1892 door Eugène Simon.
De soort komt voor in Bolivia, Paraguay en Argentinië